# ابن حماد الصنهاجي
أبو عبد الله محمد بن علي بن حماد بن عيسى أبي بكر الصنهاجي القلعي (548-628 هـ الموافقة لـ1153/4 - 1231م) ويُعرف باسم ابن حماد أو الصُّنْهاجي، نزيل بجاية، هو قاضي، مؤرخ وأديب أمازيغي معاصر للدولة الفاطمية. ينحدر من قرية حمزة من حوز (قلعة حماد) درس بالقلعة - وإليها نسبته - وببجاية. وُلِي قضاء الجزيرة الخضراء ثم سلا سنة 613 هـ ثم قطن في مراكش، وتُوفي بها.

## حياته ونشأته

### مولده ونسبه
هو أبو عبد الله محمد بن علي بن حماد بن عيسى بن أبي بكر الصَّنهاجي (من قبيلة صنهاجة البربرية) ويُعرف بالقَلْعي نسبة إلى قلعة بن حماد، ويُجمع المؤرخون أنه من أسرة بني حماد الحاكمة. تاريخ ومكان ميلاده بالضبط غير معروفين لكن يُقال أنه وُلِدَ في عام 572 هـ - 1153م في سوق حمزة بضواحي حديقة فخمة محاذية لقلعة بني حماد.

### تعليمه
تلقى ابن حماد في سن مبكرة تعاليمه الأولى في مسقط رأسه بقرية حمزة، ثم في قلعة بني حماد. بعد ذلك، انتقل إلى بجاية وأكمل تعليمه، ودرس أيضًا في تلمسان والجزائر أهم مدن المغرب الأوسط. ووفقًا لأحمد الغبريني، تلقى العلم كذلك في بعض المدن المغاربية الأخرى. ومن العلماء الذين أخذ عنهم نجد أبو مدين شعيب وعبد الحق الإشبيلي.

## مؤلفاته
- النبذ المحتاجة في أخبار صنهاجة
- الإعلام بفوائد الأحكام لعبد الحق
- شرح مقصورة ابن دريد
- برنامج في ذكر شيوخه ومقروآته من الكتب
- ديوان شعر
- أخبار ملوك بني عبيد وسيرتهم: تحليل لتاريخ الدولة الفاطمية من خلال المصدر التراثي